# Gruczoł Kożewnikowa
Gruczoł Kożewnikowa – gruczoł zewnątrzwydzielniczy pszczoły miodnej, występujący u królowych. Znajduje się w ścianie zbiornika gruczołu jadowego. Jego wydzielina odpowiada za skupianie się robotnic wokół królowej. Nazwa tej struktury anatomicznej upamiętnia Grigorija Kożewnikowa (1866–1933).